# Ciberpatrullaje
El ciberpatrullaje es una técnica de investigación que se utiliza para detectar delincuentes y organizaciones que cometen fraudes y delitos en Internet, Redes Sociales, y Deep & Dark Web. De forma encubierta y con las herramientas tecnológicas adecuadas se lleva a cabo el monitoreo de las redes, lugares y procesos, así como la identificación de probables responsables de las diferentes conductas delictivas, las cuales se pueden cometer en contra y mediante medios informáticos y electrónicos. Tales como:
• Venta de información sensible y confidencial como nombres de usuarios y contraseñas, tarjetas bancarias, bases de datos de clientes, planes corporativos, entre otros.
• Actividades como venta ilegal de armas, drogas, material pornográfico, entre otros.
• Sitios web apócrifos y fraudulentos.
• Extorsión, acoso, intimidación dirigida a personas y organizaciones.

## Regulación
Las actuaciones y funciones de prevención delictiva de las ciberpatrullas están recogidas en el artículo 11 de la Ley Orgánica 2/1986 de Fuerzas y Cuerpos de Seguridad, y en el artículo 282 de la Ley de Enjuiciamiento Criminal. 
Aunque tiene que ver con la figura del agente encubierto, el ciberpatrullaje ya se utilizaba con anterioridad a la reforma operada por la Ley orgánica 13/2015, donde apareció esta figura por primera vez.

## En qué consiste y sujetos que lo pueden realizar
Las ciberpatrullas son actuaciones de carácter prospectivo a través de la navegación por los espacios públicos de la red.
Estas actuaciones son elaboradas por los agentes policiales competentes sobre fuentes digitales abiertas que no necesiten certificados de autorización para su visualización.
Es decir, consiste en el conjunto de actividades de observación y análisis de información públicas en fuentes digitales con el fin de prevenir futuras acciones delictivas.